# Mulching

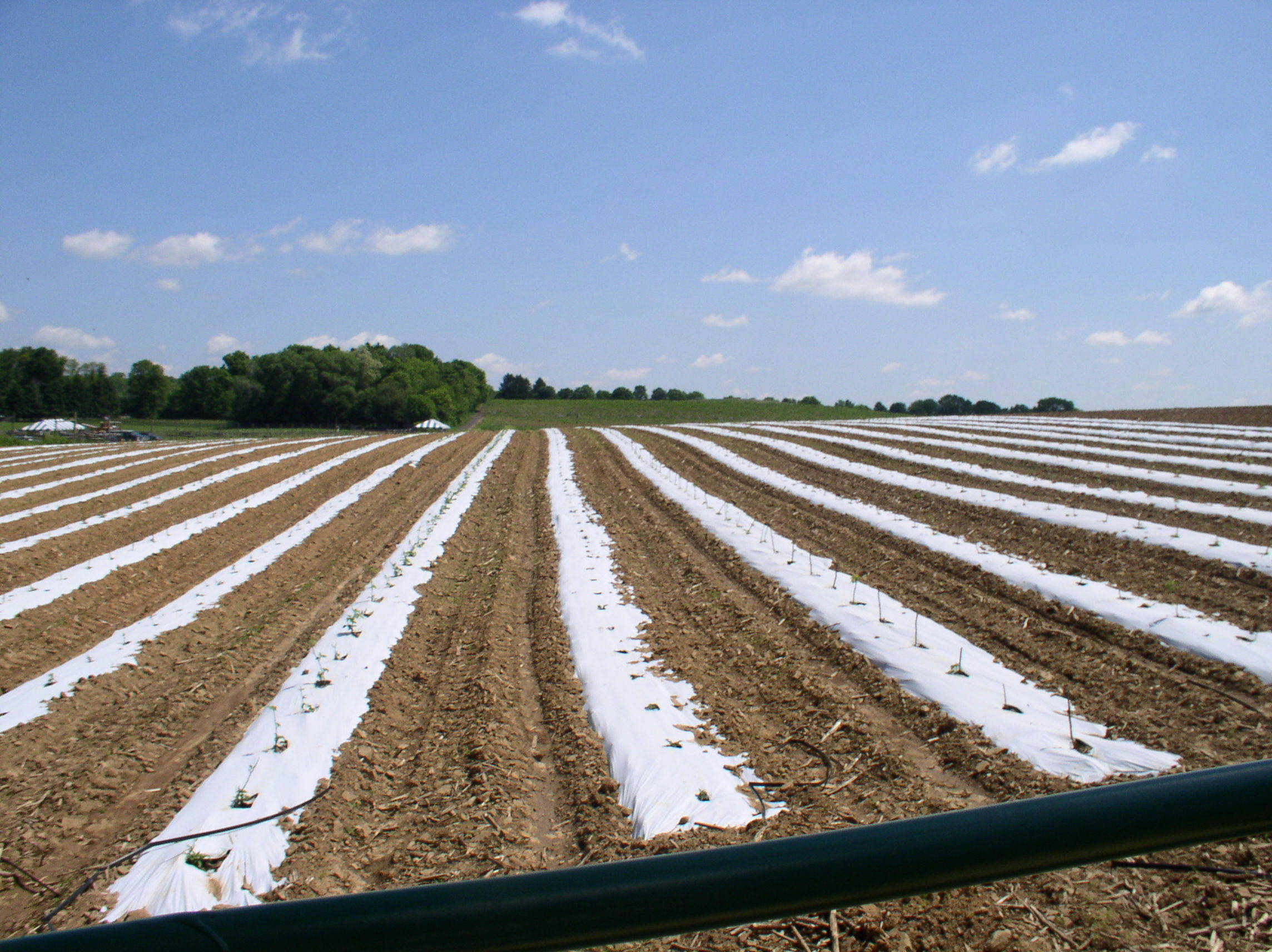
Mulching amb plàstic

En agricultura, les cobertes dels conreus, l'encoixinat, el jaç protector o mulch, (l'acció de fer-ho seria encoixinar i el resultat o acció l'encoixinament mulching) és el cobriment d'un conreu amb materials naturals o artificials, per a modificar efectes del clima local o poder-ne controlar el reg, entre altres factors.

## Finalitat del cobriment
- Protegir el sòl de l'erosió que causa l'aigua el vent i altres agents atmosfèrics.
- Augmentar la temperatura de la terra i a la vegada reduir l'oscil·lació tèrmica.
- Impedir el creixement de males herbes i sufocar les que germinin.
- Disminuir l'evaporació i protegir les rels de la deshidratació.
- Evitar que s'embruti la planta conreada.
- Com a resultat conjunt, incrementar la fertilitat de sòl.

## Materials emprats
- Matèries d'origen vegetal: fulles, palla, escorça fermentada de pi, serradures, compost, torba, paper, cartró, etcètera.
- Roca i grava: en climes freds, la calor retinguda per les roques durant el dia pot estendre la temporada de creixement de plantes com la carbassa.
- Productes obtinguts industrialment: principalment plàstics (polietilè, policlorur de vinil, altres tipus de plàstic, plàstics teixits, mantes tèrmiques, etcètera).

## Aplicació
S'aplica en general al començament de la temporada de cultiu, i sovint es torna a aplicar quan es fa necessari. Serveix inicialment per escalfar el sòl, ajudant a mantenir la calor que es perd durant la nit. Això permet la sembra primerenca i el trasplantament d'alguns cultius, alhora que un creixement més ràpid. A mesura que avança l'estació, l'encoixinat estabilitza la temperatura del sòl i la humitat, la llum solar no penetra i evita la germinació de males herbes.
Als horts familiars i operacions agrícoles més petites, el mulch orgànic es distribueix normalment amb la mà al voltant de les plantes sorgides. A les parcel·les amb encoixinat existent, es va apartant del llit de sembra abans de la sembra, i es restaura després que hagin sorgit les plàntules.